# Maictes Mamicônio
Maictes (em grego: Μαΐκτης; romaniz.: Maíktēs; em armênio: Հմայեակ; romaniz.: Hmayeak; m. 451) foi um nobre armênio (nacarar) do século IV, membro da família Mamicônio. É considerado um santo e venerado pela Igreja Apostólica Armênia.

## Nome
Maictes (Μαΐκτης, Maïktēs) é a forma grega do armênio Hemaieaque (Հմայեակ, Hmayeak). Deriva do parta Humai (Hu-māy [hwmy]) e Humaiaque (Hu-māy-ak [hwmyk]), que por sua vez deriva do iraniano antigo Humaiaca (*Hu-māya-ka-), "tem boa habilidade, bons feitiços, bom poder mágico". Foi registrado em avéstico como Humaia (Hu-māiiā- (fem.)) e Humaiaca (Hu-maiia-ka- (masc.)).

## Contexto

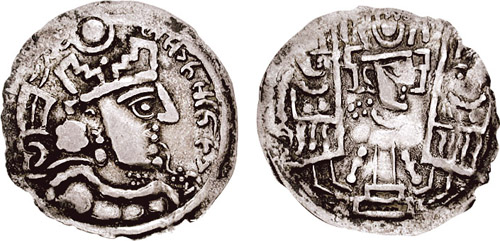
Dracma de r.

Em 428, os nacarares da Armênia peticionaram ao xainxá Vararanes V (r. 420–438) para que destronasse o rei Artaxias IV (r. 422–428) e abolisse a dinastia arsácida. Para governar o país, Vemir-Sapor foi nomeado como marzobã e e Vaanes II foi designado à tenência real. Vemir-Sapor morreu em 442, após uma administração considerada justa e liberal, na qual conseguiu manter a ordem sem ferir o sentimento nacional de frente. Vasaces I substituiu-o como marzobã. Vararanes permitiu a manutenção do cristianismo, enquanto procurava acabar com a influência do Império Bizantino sobre a Igreja da Armênia ao anexá-la à Igreja do Oriente. Contudo, seu filho e sucessor, Isdigerdes II (r. 438–457), era um pietista masdeísta e se comprometeu a impor o masdeísmo na Armênia, exigindo que a nobreza apostatasse e fundando templos de fogo sobre igrejas.

## Vida

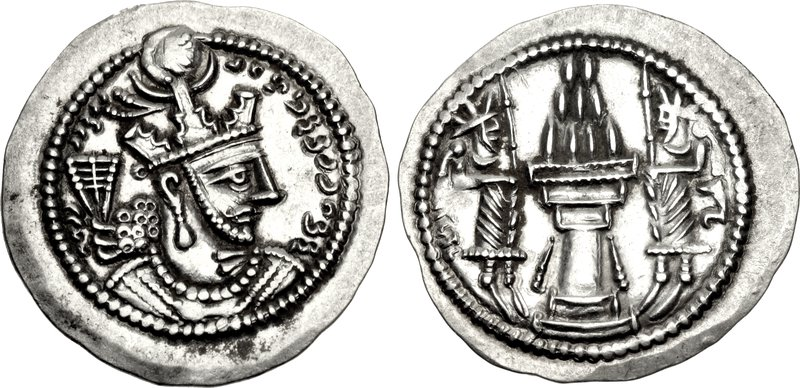
Dracma de r.

Maictes era filho de Amazaspes I e Isaacanus, da família dos gregóridas (descendentes de Gregório, o Iluminador, o evangelizador da Armênia), e irmão de Vardanes II e Amazaspiano II. Em decorrências das medidas repressivas de Isdigerdes, seu irmão Vardanes iniciou uma grande revolta. Consciente de que estavam em menor número, enviou uma embaixada a Constantinopla, composta por seu irmão Maictes, Atão Genúnio, Vaanes II Amatúnio e Meruzanes Arzerúnio. O imperador Teodósio II (r. 408–450) os recebeu favoravelmente, mas morreu em 450. Seu sucessor Marciano (r. 450–457) preferiu manter a paz a fim de lutar contra Átila, que ocupou a Panônia e ameaçava Constantinopla.
Em 451, Isdigerdes enviou à Armênia um exército que esmagou Vardanes em 26 de maio na Batalha de Avarair. Vardanes foi morto no confronto, e Vasaces I submeteu-se ao rei, assegurando-lhe que não tinha se juntado às forças insurgentes. No entanto, Maictes, ao voltar de Constantinopla, tomou a liderança dos revoltosos e ocupou Taique, onde tentou em vão manter a resistência. Para combatê-lo, os iranianos enviaram tropas sob a liderança de Barsabores e Artanes. Maictes foi derrotado e morto numa batalha perto de Artanuji.

## Posteridade

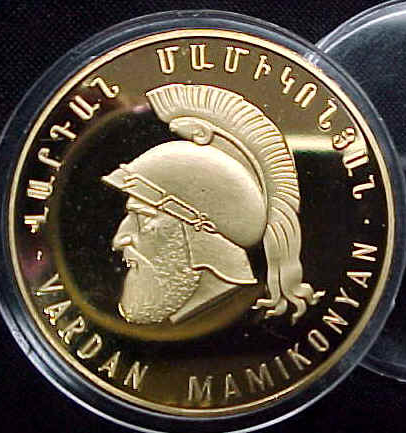
Medalha comemorativa com efígie de

Maictes casou-se com Zoique Arzerúnio, provavelmente a irmã de Meruzanes Arzerúnio, que tinha o acompanhado para Constantinopla, e que deu à luz:
- Vaanes I, chamado , o Grande; futuro marzobã
- Bardas, futuro marzobã;
- Vasaces, general em 485;
- Artaxias.

Zoique tinha uma irmã, Anuxurã, casada com Axuxa II, vitaxa de Gogarena, que foi levada cativo à Pérsia com muitos nobres, dentro os quais os filhos de Maictes, após a revolta de 451. Em 455, conseguiu obter sua libertação e de seus sobrinhos, e os cuidou como seus próprios filhos.